# Szeryf (typografia)
Zasugerowano, aby zintegrować ten artykuł z artykułem czcionka szeryfowa. Nie opisano powodu propozycji integracji.

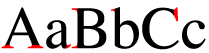
Szeryfy (oznaczone czerwonym kolorem)

Szeryf (spolszczenie z ang. serif) – poprzeczne lub ukośne zakończenia kresek głównych liter danego kroju pisma. Jego forma graficzna jest jednolita w danym kroju. Ze względu na sposób prowadzenia narzędzia pisarskiego przy projektowaniu pism drukarskich można rozróżnić: szeryfy zwrotne, charakteryzujące antykwy, i szeryfy przechodnie, charakterystyczne dla pisanek.
Szeryfy zwrotne można podzielić na:
- belkowe – w kształcie prostokątów,
- kreskowe – w kształcie cienkich kresek silnie skontrastowanych z kreską główną,
- klinowe – w kształcie trójkątów,
- skryte (ukryte) – nieznaczne poszerzenia zakończeń kresek tworzących znak.

W pismach ozdobnych spotyka się szeryfy rozdwojone. Ze względu na sposób łączenia szeryfów zwrotnych z kreską główną, litery szeryfy można podzielić na dwie grupy: szeryfy łączone pod kątem i szeryfy łączone łagodnie. Podstawa dolnych szeryfów zwrotnych w kreskach pionowych może być płaska lub wklęsła. Szeryfy mogą być symetryczne lub asymetryczne.